# Jüdischer Friedhof Sarajevo

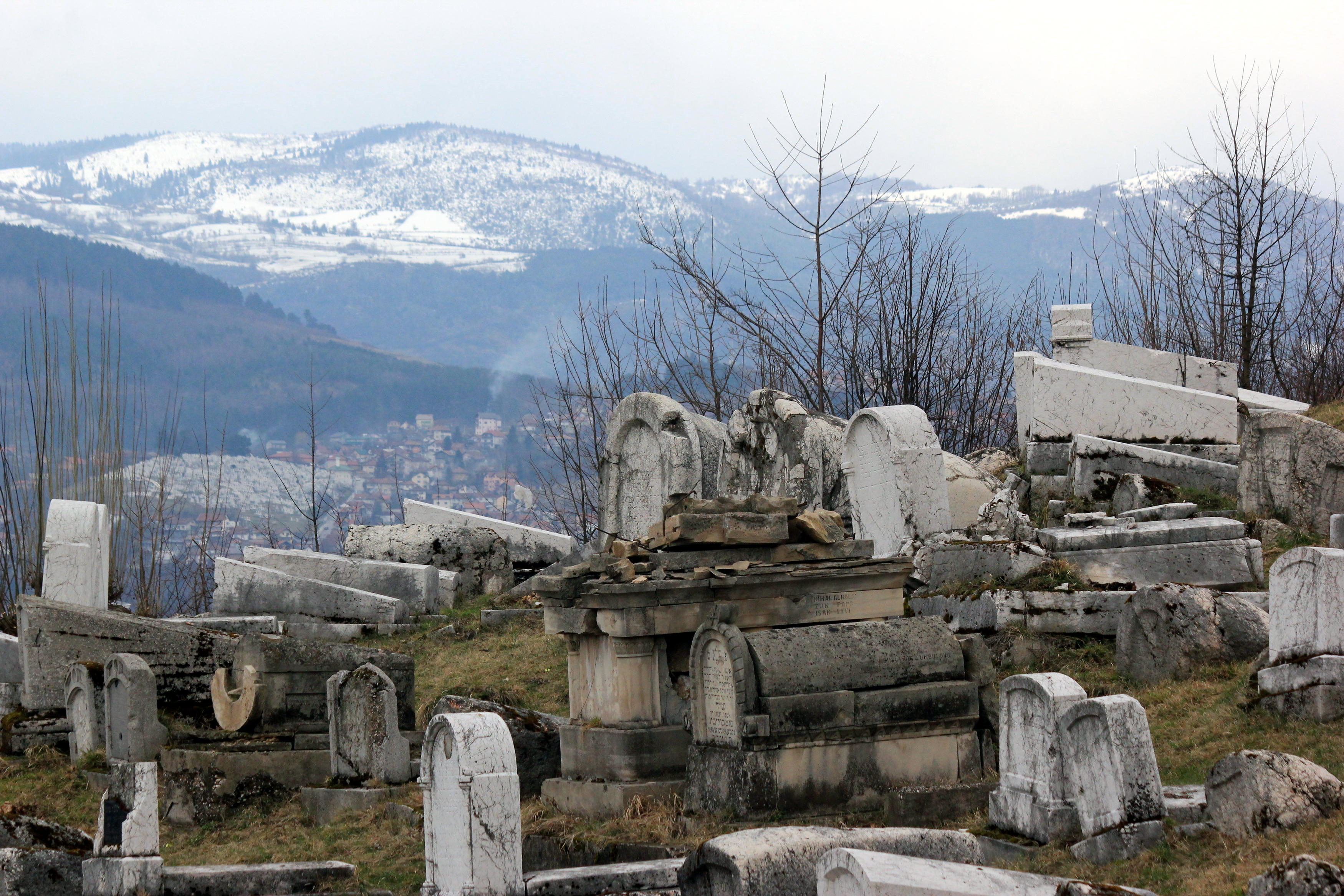
Grabmale auf dem Friedhof

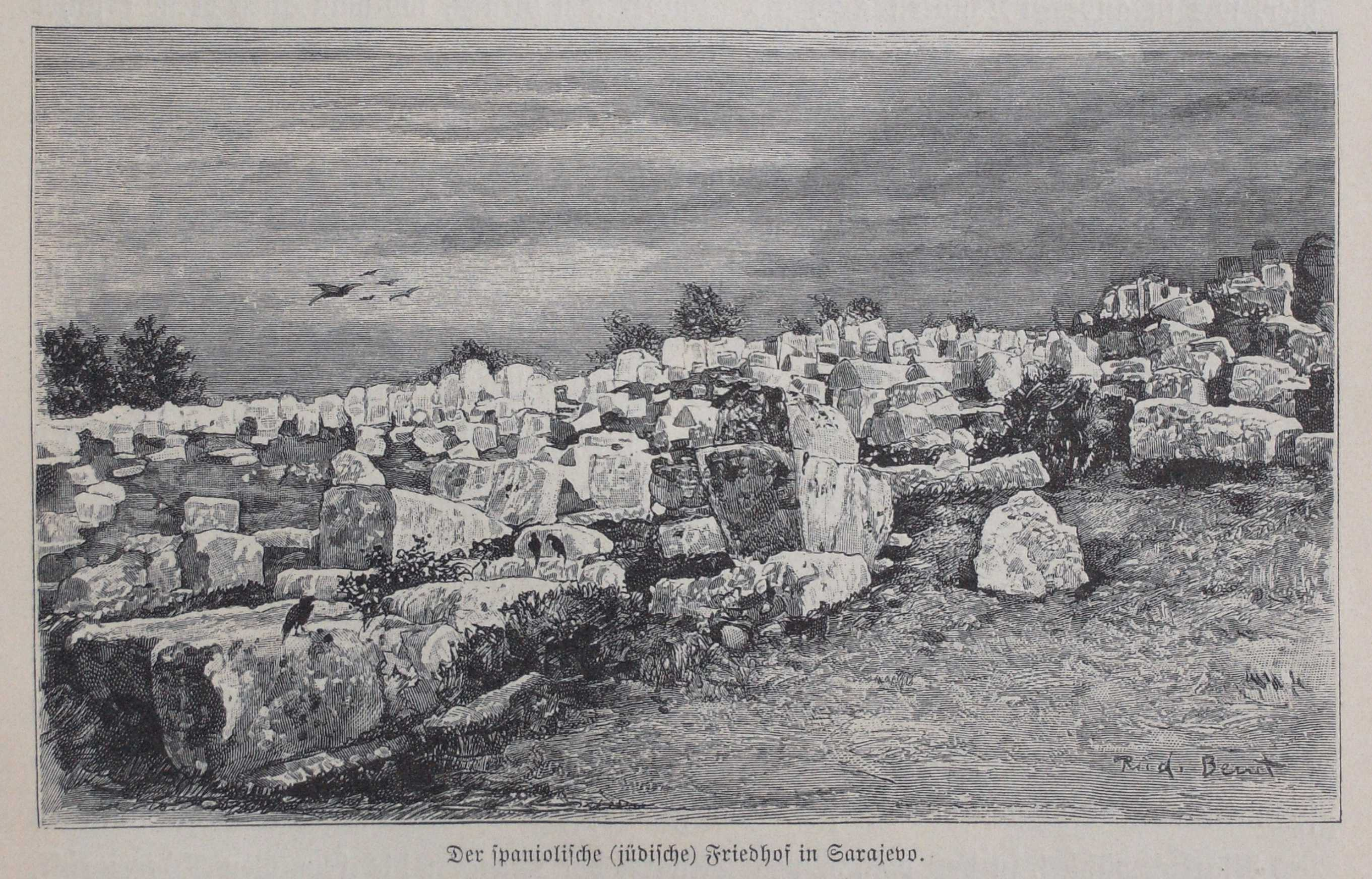
Der Friedhof um 1900

Der Jüdische Friedhof Sarajevo (bosnisch Jevrejsko groblje u Sarajevu) befindet sich an der Grenze der Stadtteile Kovačići und Soukbunar der Gemeinde Sarajevo-Centar im Südwesten der bosnischen Hauptstadt Sarajevo. Der sephardische Friedhof liegt am Hang des Trebević oberhalb der Umgehungsstraße Put Mladih Muslimana in Höhe des Parlamentsgebäudes und zählt zu den größten seiner Art in Südosteuropa.
Der Friedhof wurde spätestens 1630 gegründet; die ältesten erhaltenen Grabmale – u. a. das des ersten Sarajevoer Rabbiners Samuel Baruh – stammen aus dieser Zeit. Im unteren Teil des Friedhofes befindet sich eine Trauerhalle. Außerdem befinden sich auf dem Friedhofsgelände Denkmäler für die im Zweiten Weltkrieg und im Holocaust ums Leben gekommenen Sarajevoer Juden sowie das Grab des Schriftstellers Isak Samokovlija (1889–1955). Beim Bau der Bosnischen Ostbahn zu Beginn des 20. Jahrhunderts mussten einige Gräber im unteren Teil des Friedhofs umgebettet werden. Seit 1966 werden die Sarajevoer Juden auf den städtischen Friedhöfen begraben.
Während der Belagerung von Sarajevo im Bosnienkrieg wurde der Friedhof bedingt durch seine Lage zwischen den von den Streitkräften der bosnischen Serben gehaltenen Höhenzügen und der belagerten Stadt in Mitleidenschaft gezogen. Zahlreiche Gräber wurden durch Granatentreffer und Einschüsse beschädigt und der Friedhof selbst vermint. Die Minenräumung erfolgte 1998.
Der Friedhof gilt seit 2004 als Nationales Denkmal Bosnien-Herzegowinas. Seit 2018 steht er auf der Vorschlagsliste des Welterbes in Bosnien und Herzegowina.

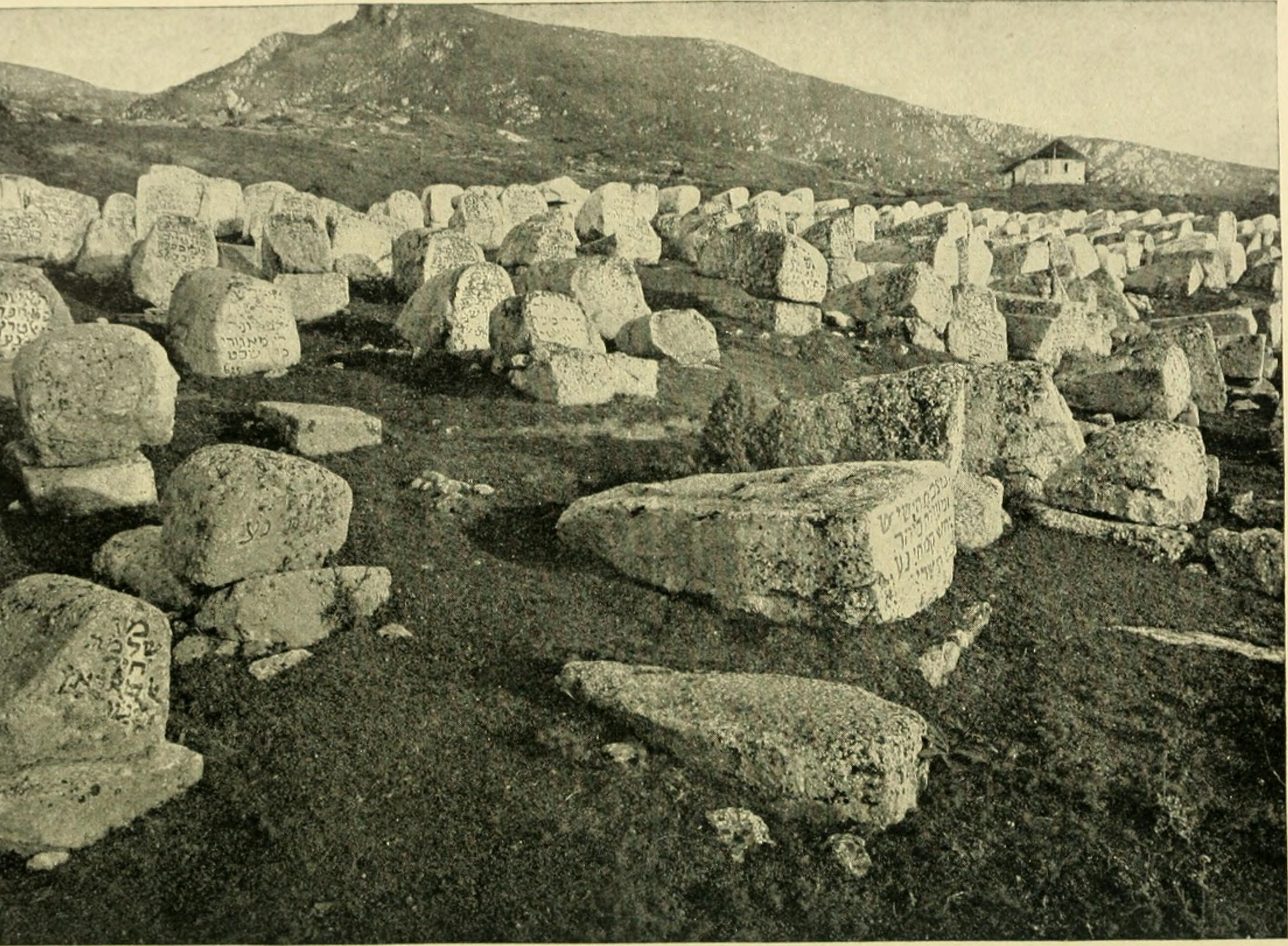
Ansicht des Friedhofs aus dem Jahr 1903
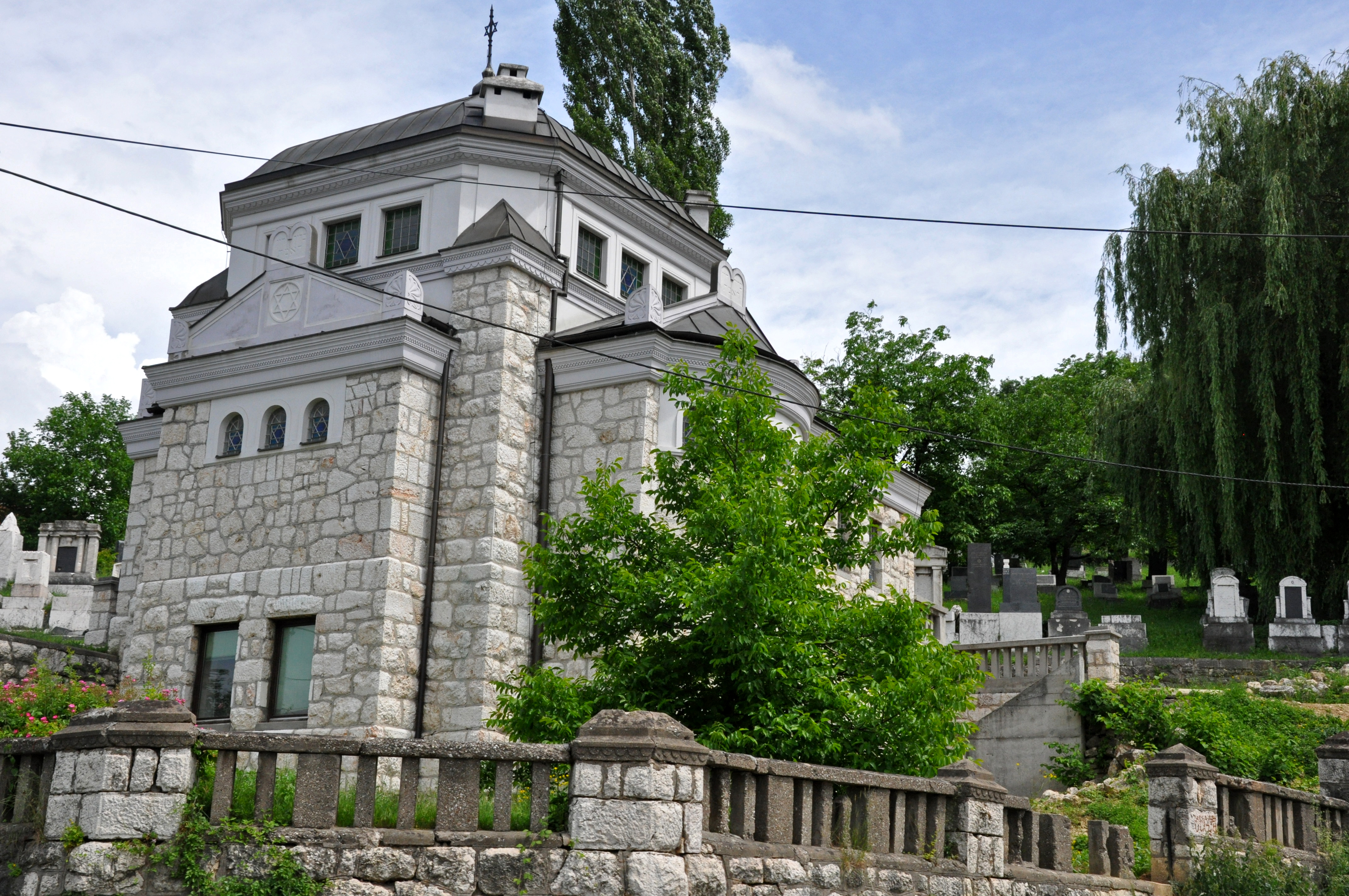
Trauerhalle
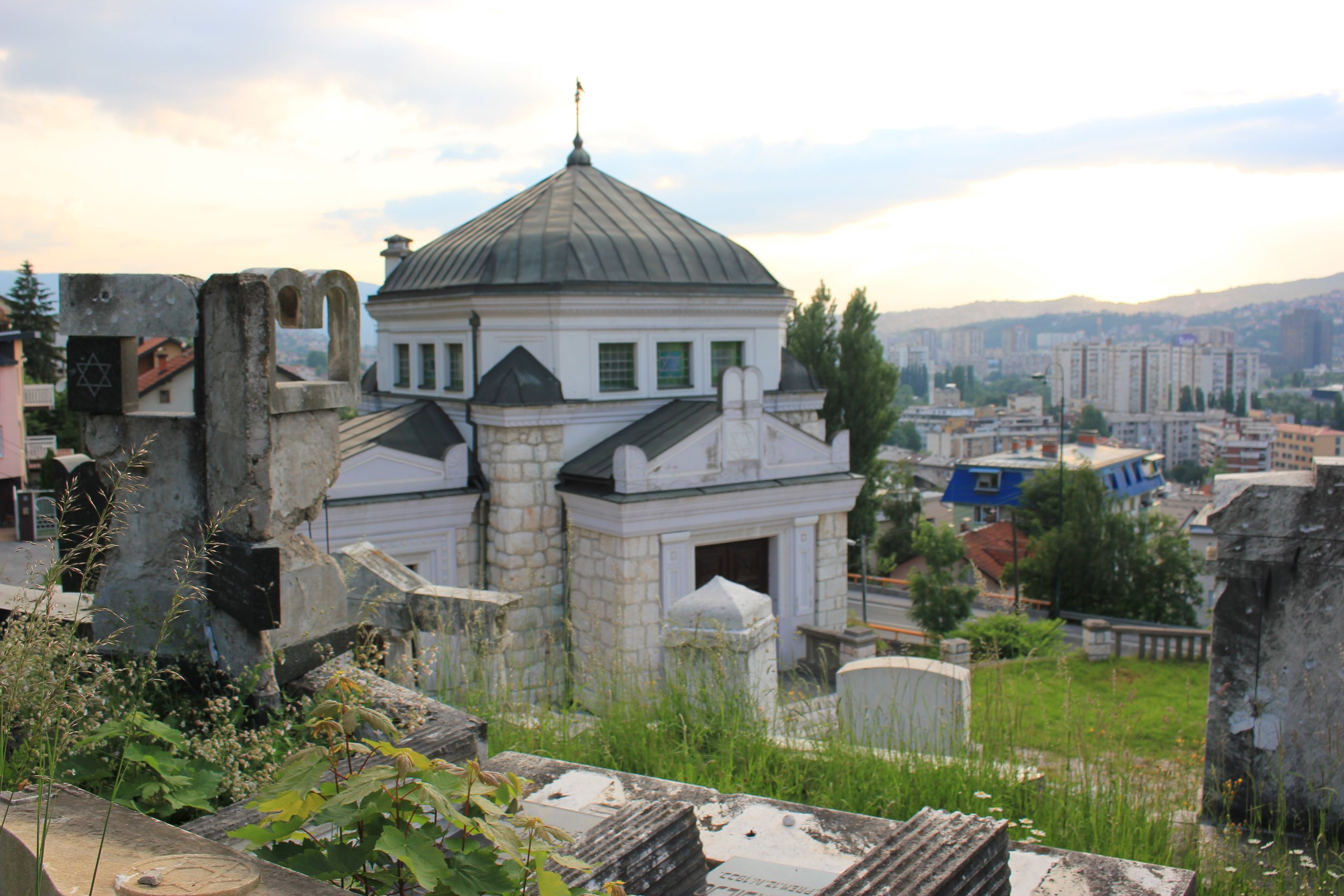
Trauerhalle mit der Stadt im Hintergrund
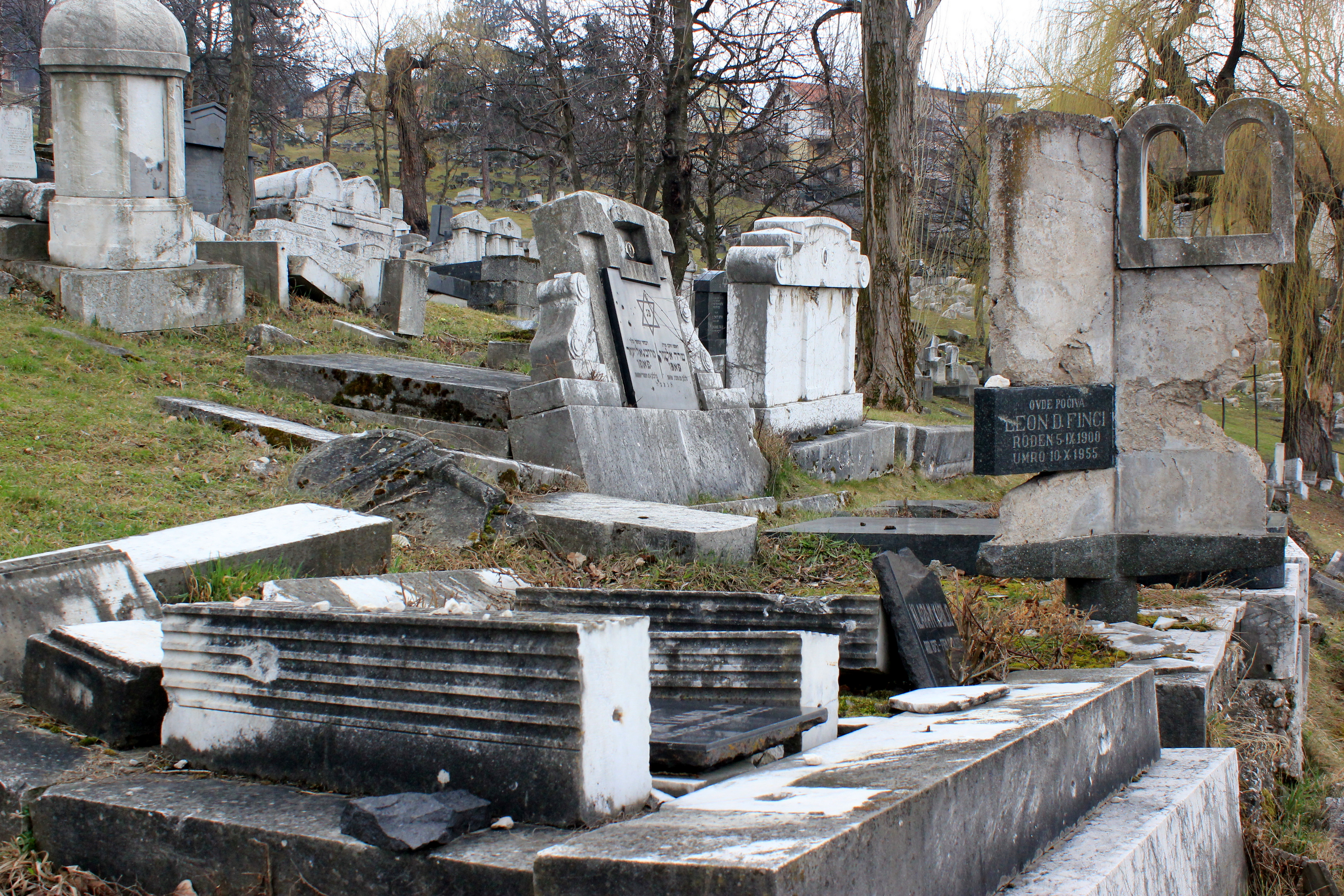
Beschädigte Grabsteine
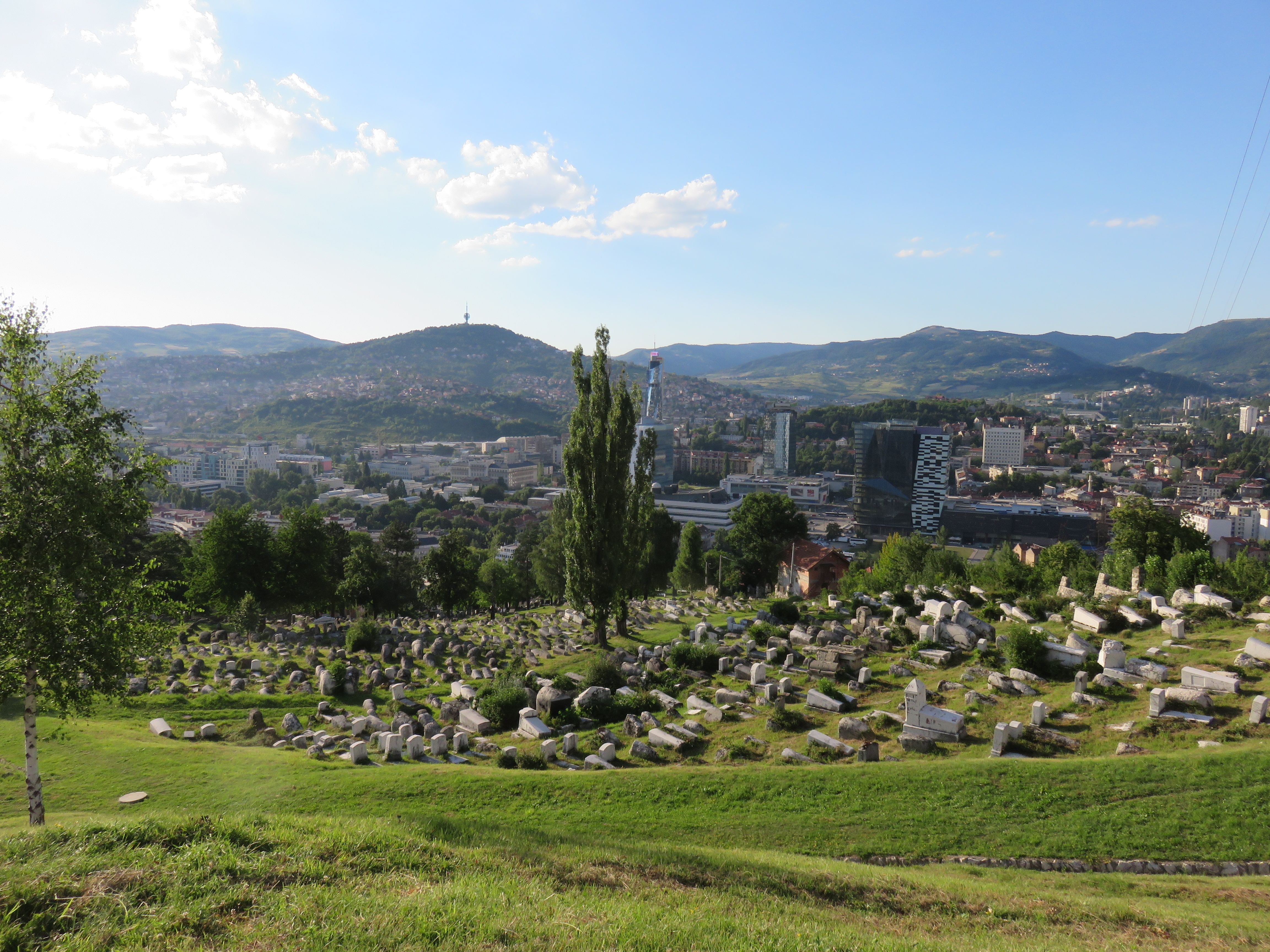
Blick über die Anlage